# Tolterodin
A tolterodin kompetitív, specifikus muszkarin receptor antagonista, mely szelektíven hat a húgyhólyagra a nyálmirigyekkel szemben a szervezetben. Sürgető vizelési ingerekkel, gyakori vizeléssel és vizeletcsepegés tüneteivel járó hiperaktív hólyag kezelésre használják.

## Gyógyszertan
A tolterodinnak, bár minden muszkarin receptortípusnál hat, kevesebb mellékhatása van, mint a többi muszkarin antagonistának pl. oxibutininnak (ami az M3, M1 receptorra hat, de inkább a fültőmirigyre, mint a hólyagra), a tolterodin inkább a húgyhólyagnál fejti ki hatását, mint más területeken. Ez azt jelenti, hogy kevesebb gyógyszert kell adni naponta (mivel hatékonyan a húgyhólyagot célozza meg), és így kevesebb mellékhatást okoz.
A tolterodin egyik metabolitja (az 5-hidroxi-metil származéka) az anyavegyülethez hasonló farmakológiai tulajdonságokkal rendelkezik, a metabolit jelentősen hozzájárul a terápiás hatáshoz.

## Mellékhatások
A tolterodin farmakológiai hatása miatt enyhe-közepes erősségű antimuszkarin hatásokat okozhat, mint pl. szájszárazság, dyspepsia és szemszárazság.
A tolterodin-kezeléssel kapcsolatban jelentett egyéb mellékhatások voltak az anafilaxiás reakciók beleértve az angioödémát is (nagyon ritka), és a szívelégtelenség (nagyon ritka). A gyógyszercsoportra jellemző ismert nemkívánatos hatások a palpitáció és a szívritmuszavar (ritka).
Ritkábban jelentkező mellékhatások:
- tachycardia
- szédülés, aluszékonyság, paraesthesia,
- szemszárazság, abnormális látás (beleértve az akkomodációs zavart)
- dyspepsia, székrekedés, hasi fájdalom, flatulentia, hányás
- vizeletretenció
- bőrszárazság
- fáradtság, fejfájás, mellkasi fájdalom perifériás ödéma
- túlérzékenység
- idegesség zavartság hallucinációk

## Készítmények
DETRUSITOL

## Fordítás
- Ez a szócikk részben vagy egészben  a   Tolterodine című angol Wikipédia-szócikk fordításán alapul.  Az eredeti cikk szerkesztőit annak laptörténete sorolja fel. Ez a jelzés csupán a megfogalmazás eredetét és a szerzői jogokat jelzi, nem szolgál a cikkben szereplő információk forrásmegjelöléseként.